# Рицежевко (Куявсько-Поморське воєводство)
Рицежевко (пол. Rycerzewko, нім. Ritschersewko) — село в Польщі, у гміні Пакосць Іновроцлавського повіту Куявсько-Поморського воєводства.
Населення — 146 осіб (2011).
У 1975-1998 роках село належало до Бидгощського воєводства.

## Демографія
Демографічна структура станом на 31 березня 2011 року:
|          | Загалом | Допрацездатний вік | Працездатний вік | Постпрацездатний вік |
| -------- | ------- | ------------------ | ---------------- | -------------------- |
| Чоловіки | 79      | 19                 | 54               | 6                    |
| Жінки    | 67      | 10                 | 44               | 13                   |
| Разом    | 146     | 29                 | 98               | 19                   |